# Romina Productions
Die Romina Productions war eine US-amerikanische Filmproduktionsgesellschaft.
Hinter der unabhängigen Produktionsfirma stand der Schauspieler Victor Mature. Während die United Artists den Verleih übernahm, lieferte die Batjac Productions die technischen und personellen Voraussetzungen für die Filmproduktion. Zunächst entstand das Kriegsmelodram China Doll (1958), dem der Western Patrouille westwärts (1959) folgte. Wurde die erste Produktion noch im üblichen 1,85:1-Format gedreht, kam im letzteren das breitere CinemaScope zur Anwendung.
Beide Filme hatten 1959 ihre Uraufführung in den bundesdeutschen Lichtspielhäusern. 